# Yari (Toemoek-Hoemakgebergte)
Yari of Jari, in het Wayana Tumucumaque, is een bergketen in het Toemoek-Hoemakgebergte op de grens van Suriname met Brazilië en Frans-Guyana. Dit wordt het Tumucumaque-gebied genoemd. Op de zuidelijke helling ontspringt de rivier Yari die uiteindelijk in de Amazone uitmondt.